# 2014년 FIFA 월드컵 통계
다음은 2014년 6월 12일부터 7월 13일까지 브라질에서 개최된 2014년 FIFA 월드컵의 통계이다.
무승부시 경기의 승패를 결정하는 승부차기에서 기록한 득점은 통계에 포함되지 않는다.

## 득점자
하메스 로드리게스가 골든슈를 수상하였다.
6골
- 하메스 로드리게스

5골
- 토마스 뮐러

4골
- 리오넬 메시
- 네이마르
- 로빈 판 페르시

3골
- 에네르 발렌시아
- 카림 벤제마
- 안드레 쉬를레
- 아르연 로번
- 제르단 샤치리

2골
- 압델무멘 자부
- 이슬람 슬리마니
- 팀 케이힐
- 다비드 루이스
- 오스카르
- 잭슨 마르티네스
- 알렉시스 산체스
- 브리안 루이스
- 마리오 만주키치
- 이반 페리시치
- 마츠 후멜스
- 미로슬라프 클로제
- 토니 크로스
- 마리오 괴체
- 앙드레 아유
- 아사모아 기안
- 윌프리드 보니
- 제르비뉴
- 멤피스 데파이
- 아흐메드 무사
- 클린트 뎀프시
- 루이스 수아레스

1골
- 야신 브라히미
- 소피안 페굴리
- 라피크 할리시
- 곤살로 이과인
- 앙헬 디 마리아
- 마르코스 로호
- 밀레 예디나크
- 케빈 더 브라위너
- 마루앙 펠라이니
- 로멜루 루카쿠
- 드리스 메르턴스
- 디보크 오리기
- 얀 페르통언
- 에딘 제코
- 베다드 이비셰비치
- 미랄렘 퍄니치
- 아브디야 브르샤예비치
- 페르난지뉴
- 프레드
- 치아구 시우바
- 조엘 마티프
- 차를레스 아랑기스
- 장 보세후르
- 호르헤 발디비아
- 에두아르도 바르가스
- 파블로 아르메로
- 후안 콰드라도
- 테오필로 구티에레스
- 후안 킨테로
- 조엘 캠벨
- 오스카르 두아르테
- 마르코 우레냐
- 이비차 올리치
- 웨인 루니
- 대니얼 스터리지
- 올리비에 지루
- 블레즈 마튀이디
- 폴 포그바
- 무사 시소코
- 마티외 발뷔에나
- 자미 케디라
- 메수트 외질
- 소크라티스 파파스타토풀로스
- 요르기오스 사마라스
- 안드레아스 사마리스
- 카를로 코스틀리
- 레자 구차네자드
- 마리오 발로텔리
- 클라우디오 마르키시오
- 혼다 게이스케
- 오카자키 신지
- 구자철
- 이근호
- 손흥민
- 조바니 도스 산토스
- 안드레스 과르다도
- 하비에르 에르난데스 발카사르
- 라파엘 마르케스
- 오리베 페랄타
- 데일리 블린트
- 레로이 페르
- 클라스얀 휜텔라르
- 베슬레이 스네이더르
- 스테판 더 브레이
- 조르지니오 베이날뒴
- 피터 오뎀윙기에
- 나니
- 크리스티아누 호날두
- 실베스트르 바렐라
- 알렉산드르 케르자코프
- 알렉산드르 코코린
- 사비 알론소
- 후안 마타
- 페르난도 토레스
- 다비드 비야
- 블레림 제마일리
- 아드미르 메흐메디
- 하리스 세페로비치
- 그라니트 자카
- 존 브룩스
- 줄리언 그린
- 저메인 존스
- 에딘손 카바니
- 디에고 고딘

자책골
- 세아드 콜라시나츠 (아르헨티나전)
- 마르셀루 (크로아티아전)
- 존 보예 (포르투갈전)
- 노엘 바야다레스 (프랑스전)
- 조지프 요보 (프랑스전)

출처: FIFA

## 도움 기록
토니 크로스와 후안 콰드라도가 각각 4도움으로 최다 도움을 기록했다.
4도움
| - 토니 크로스 | - 후안 콰드라도 |  |

3도움
| - 안드레 쉬를레 | - 카림 벤제마 |  |

2도움
| - 데일리 블린트 - 다릴 얀마트 - 필리프 람 - 토마스 뮐러 - 메수트 외질 - 그레이엄 주시 | - 케빈 더 브라위너 - 에덴 아자르 - 요시프 드르미치 - 왈테르 아요비 - 알렉시스 산체스 | - 크리스티안 볼라뇨스 - 세르주 오리에 - 하메스 로드리게스 - 아벨 아길라르 - 마티외 발뷔에나 |

1도움
| - 설리 문타리 - 존 보예 - 콰드워 아사모아 - 아사모아 잔 - 테오파니스 게카스 - 요르기오스 사마라스 - 마이클 바바툰데 - 이매뉴얼 에메니케 - 멤피스 데파이 - 아르연 로번 - 베슬레이 스네이더르 - 클라스-얀 휜텔라르 - 기성용 - 이근호 - 사미 케디라 - 베네딕트 회베데스 - 드미트리 콤바로프 - 조바니 도스 산토스 - 라파엘 마르케스 - 엑토르 에레라 - 마이클 브래들리 - 로멜루 루카쿠 - 디보크 오리기 - 세나드 룰리치 - 티노-스벤 수시치 - 에딘 제코 - 미랄렘 퍄니치 - 네이마르 | - 다비드 루이스 - 단치 - 루이스 구스타부 - 마르셀루 - 오스카르 - 치아구 시우바 - 리카르도 로드리게스 - 아드미르 메흐메디 - 괴칸 인러 - 안드레스 이니에스타 - 세스크 파브레가스 - 후안프란 - 에세키엘 가라이 - 앙헬 디 마리아 - 마르코스 로호 - 리오넬 메시 - 곤살로 이과인 - 카를 메자니 - 야신 브라히미 - 이슬람 슬리마니 - 압델무멘 자부 - 소피안 페굴리 - 후안 카를로스 파레데스 - 라이언 맥고완 - 토미 오어 - 브라얀 베켈레스 - 가스톤 라미레스 - 페르난도 무슬레라 | - 에딘손 카바니 - 자바드 네쿠남 - 안토니오 칸드레바 - 안드레아 피를로 - 나가토모 유토 - 혼다 케이스케 - 웨인 루니 - 글렌 존슨 - 에두아르도 바르가스 - 호르헤 발디비아 - 차를레스 아랑기스 - 마우리시오 피니야 - 알랑 니옹 - 크리스티안 감보아 - 후니오르 디아스 - 조엘 캠벨 - 제르비뉴 - 테오필로 구티에레스 - 아드리안 라모스 - 이반 라키티치 - 에두아르두 - 니키차 옐라비치 - 이반 페리시치 - 다니옐 프라니치 - 미겔 벨로주 - 크리스티아누 호날두 - 마티외 드뷔시 - 폴 포그바 |

출처: UEFA

## 점수
종합
- 총 골 수: 171
- 경기당 평균 골 수: 2.67
- 멀티골 횟수: 14

카림 벤제마, 토니 크로스, 마리오 만주키치, 학손 마르티네스, 리오넬 메시, 아흐메드 무사, 네이마르 (2), 로빈 판 페르시, 아르연 로번, 하메스 로드리게스, 안드레 쉬를레, 루이스 수아레스, 에네르 발렌시아
- 해트트릭 횟수: 2

토마스 뮐러, 제르단 샤치리
- 페널티 킥 선언 횟수: 13
- 페널티 킥 득점 수: 12

사비 알론소, 카림 벤제마, 에딘손 카바니, 후안 콰드라도, 소피안 페굴리, 클라스얀 휜텔라르, 밀레 예디나크, 토마스 뮐러, 네이마르, 로빈 판 페르시, 하메스 로드리게스, 요르기오스 사마라스
- 페널티 킥 실패 수: 1

카림 벤제마
- 페널티 킥 성공률: 92.31%
- 자책 골 : 5

존 보예, 세아드 콜라시나츠, 마르셀루, 노엘 바야다레스, 조지프 요보
시기
- 대회 첫 골: 크로아티아전 브라질의 마르셀루 (자책골)
- 대회 첫 멀티골: 크로아티아전 브라질의 네이마르
- 대회 첫 해트트릭: 포르투갈전 독일의 토마스 뮐러
- 경기 시작 후 최단 시간 골: 1분 (0:30)

가나전 미국의 클린트 뎀프시
팀
- 최다 득점 팀: 18

독일
- 최소 득점 팀: 1

카메룬, 온두라스, 이란
- 최다 실점 팀: 14

브라질
- 최소 실점 팀: 2

코스타리카
- 최고 골득실: +14

독일
- 최저 골득실: -8

카메룬
- 최다 점수 경기: 8

독일 7-1 브라질 (미네이랑의 비극)
- 단일 경기 승리팀 최다 득점: 7

브라질전 독일
- 패배팀 최다 득점: 2

네덜란드전 오스트레일리아, 프랑스전 스위스, 알제리전 대한민국, 아르헨티나전 나이지리아
- 최다 점수차 승리: 6

독일 7-1 브라질 (미네이랑의 비극)
- 최다 무실점 팀: 4

아르헨티나, 독일, 네덜란드
개인
- 개인 최다 득점: 6

하메스 로드리게스
- 최다 무실점 골키퍼: 4

마누엘 노이어, 세르히오 로메로, 야스퍼 실러선

## 승리와 패배
- 최다 승리: 6 - 독일
- 최소 승리: 0 - 오스트레일리아, 카메룬, 잉글랜드, 가나, 온두라스, 이란, 일본, 러시아, 대한민국
- 최다 패배: 3 - 오스트레일리아, 카메룬, 온두라스
- 최다 무승부: 3 - 코스타리카
- 조별 리그 최다 승점: 9 - 아르헨티나, 벨기에, 콜롬비아, 네덜란드
- 조별 리그 최소 승점: 0 - 오스트레일리아, 카메룬, 온두라스

## 경기 시상

### 맨 오브 더 매치
| 순위 | 이름                 | 팀                    | 상대팀                                                                                  | 수상 |
| ---- | -------------------- | --------------------- | --------------------------------------------------------------------------------------- | ---- |
| 1    | 리오넬 메시          | 아르헨티나            | vs 보스니아 헤르체고비나 (조별), vs 이란 (조별), vs 나이지리아 (조별), vs 스위스 (16강) | 4    |
| 2    | 케일러 나바스        | 코스타리카            | vs 브라질 (조별), vs 그리스 (16강), vs 네덜란드 (8강)                                   | 3    |
| 2    | 하메스 로드리게스    | 콜롬비아              | vs 그리스 (조별), vs 코트디부아르 (조별), vs 우루과이 (16강)                            | 3    |
| 2    | 아르연 로번          | 네덜란드              | vs 오스트레일리아 (조별), vs 칠레 (조별), vs 브라질 (3, 4위전)                          | 3    |
| 5    | 카림 벤제마          | 프랑스                | vs 온두라스 (조별), vs 스위스 (조별)                                                    | 2    |
| 5    | 팀 하워드            | 미국                  | vs 포르투갈 (조별), vs 벨기에 (16강)                                                    | 2    |
| 5    | 토마스 뮐러          | 독일                  | vs 포르투갈 (조별), vs 미국 (조별)                                                      | 2    |
| 5    | 네이마르             | 브라질                | vs 크로아티아 (조별), vs 카메룬 (조별)                                                  | 2    |
| 5    | 기예르모 오초아      | 멕시코                | vs 브라질 (조별), vs 네덜란드 (16강)                                                    | 2    |
| 5    | 제르단 샤치리        | 스위스                | vs 에콰도르 (조별), vs 온두라스 (조별)                                                  | 2    |
| 5    | 이슬람 슬리마니      | 알제리                | vs 대한민국 (조별), vs 러시아 (조별)                                                    | 2    |
| 5    | 마리오 괴체          | 독일                  | vs 가나 (조별), vs 아르헨티나 (결승전)                                                  | 2    |
| 14   | 마리오 발로텔리      | 이탈리아              | vs 잉글랜드 (조별)                                                                      | 1    |
| 14   | 잔루이지 부폰        | 이탈리아              | vs 우루과이 (조별)                                                                      | 1    |
| 14   | 조엘 캠벨            | 코스타리카            | vs 우루과이 (조별)                                                                      | 1    |
| 14   | 줄리우 세자르        | 브라질                | vs 칠레 (조별)                                                                          | 1    |
| 14   | 케빈 더 브라위너     | 벨기에                | vs 알제리 (조별)                                                                        | 1    |
| 14   | 클린트 뎀프시        | 미국                  | vs 가나 (조별)                                                                          | 1    |
| 14   | 크리스티아누 호날두  | 포르투갈              | vs 가나 (조별)                                                                          | 1    |
| 14   | 알렉산데르 도밍게스  | 에콰도르              | vs 프랑스 (조별)                                                                        | 1    |
| 14   | 에딘 제코            | 보스니아 헤르체고비나 | vs 이란 (조별)                                                                          | 1    |
| 14   | 에덴 아자르          | 벨기에                | vs 러시아 (조별)                                                                        | 1    |
| 14   | 곤살로 이과인        | 아르헨티나            | vs 벨기에 (8강)                                                                         | 1    |
| 14   | 혼다 게이스케        | 일본                  | vs 그리스 (조별)                                                                        | 1    |
| 14   | 마츠 후멜스          | 독일                  | vs 프랑스 (8강)                                                                         | 1    |
| 14   | 다비드 루이스        | 브라질                | vs 콜롬비아 (8강)                                                                       | 1    |
| 14   | 라이스 므볼리        | 알제리                | vs 독일 (16강)                                                                          | 1    |
| 14   | 마리오 만주키치      | 크로아티아            | vs 카메룬 (조별)                                                                        | 1    |
| 14   | 라파엘 마르케스      | 멕시코                | vs 크로아티아 (조별)                                                                    | 1    |
| 14   | 잭슨 마르티네스      | 콜롬비아              | vs 콜롬비아 (조별)                                                                      | 1    |
| 14   | 존 오비 미켈         | 나이지리아            | vs 이란 (조별)                                                                          | 1    |
| 14   | 피터 오뎀윙기에      | 나이지리아            | vs 보스니아 헤르체고비나 (조별)                                                         | 1    |
| 14   | 로빈 판 페르시       | 네덜란드              | vs 스페인 (조별)                                                                        | 1    |
| 14   | 폴 포그바            | 프랑스                | vs 나이지리아 (16강)                                                                    | 1    |
| 14   | 브리안 루이스        | 코스타리카            | vs 이탈리아 (조별)                                                                      | 1    |
| 14   | 요르기오스 사마라스  | 그리스                | vs 코트디부아르 (조별)                                                                  | 1    |
| 14   | 알렉시스 산체스      | 칠레                  | vs 오스트레일리아 (조별)                                                                | 1    |
| 14   | 히오바니 도스 산토스 | 멕시코                | vs 카메룬 (조별)                                                                        | 1    |
| 14   | 손흥민               | 대한민국              | vs 러시아 (조별)                                                                        | 1    |
| 14   | 루이스 수아레스      | 우루과이              | vs 잉글랜드 (조별)                                                                      | 1    |
| 14   | 야야 투레            | 코트디부아르          | vs 일본 (조별)                                                                          | 1    |
| 14   | 에네르 발렌시아      | 에콰도르              | vs 온두라스 (조별)                                                                      | 1    |
| 14   | 에두아르도 바르가스  | 칠레                  | vs 스페인 (조별)                                                                        | 1    |
| 14   | 얀 페르통언          | 벨기에                | vs 대한민국 (조별)                                                                      | 1    |
| 14   | 다비드 비야          | 스페인                | vs 오스트레일리아 (조별)                                                                | 1    |
| 14   | 세르히오 로메로      | 아르헨티나            | vs 네덜란드(4강)                                                                        | 1    |
| 14   | 토니 크루스          | 독일                  | vs 브라질(4강)                                                                          | 1    |

### 무실점
| 순위 | 선수                  | 팀         | 상대팀                                                                         | 무실점 |
| ---- | --------------------- | ---------- | ------------------------------------------------------------------------------ | ------ |
| 1    | 위고 로리스           | 프랑스     | vs 온두라스 (조별), vs 프랑스 (조별), vs 나이지리아 (16강)                     | 3      |
| 1    | 케일러 나바스         | 코스타리카 | vs 이탈리아 (조별), vs 잉글랜드 (조별), vs 네덜란드 (8강)                      | 3      |
| 1    | 마누엘 노이어         | 독일       | vs 포르투갈 (조별), vs 미국 (조별), vs 프랑스 (8강), vs 아르헨티나 (결승전)    | 3      |
| 1    | 세르히오 로메로       | 아르헨티나 | vs 이란 (조별), vs 스위스 (16강), vs 벨기에 (8강), vs 네덜란드 (4강)           | 3      |
| 5    | 야스퍼 실러선         | 네덜란드   | vs 칠레 (조별), vs 코스타리카 (8강), vs 아르헨티나 (4강), vs 브라질 (3, 4위전) | 2      |
| 5    | 티보 쿠르투아         | 벨기에     | vs 러시아 (조별), vs 대한민국 (조별)                                           | 2      |
| 5    | 빈센트 에니에아마     | 나이지리아 | vs 이란 (조별), vs 보스니아 헤르체고비나 (조별)                                | 2      |
| 5    | 오레스티스 카르네지스 | 그리스     | vs 일본 (조별), vs 코트디부아르 (조별)                                         | 2      |
| 5    | 기예르모 오초아       | 멕시코     | vs 카메룬 (조별), vs 브라질 (조별)                                             | 2      |
| 5    | 다비드 오스피나       | 콜롬비아   | vs 그리스 (조별), vs 우루과이 (16강)                                           | 2      |
| 11   | 디에고 베날리오       | 스위스     | vs 온두라스 (조별)                                                             | 1      |
| 11   | 클라우디오 브라보     | 칠레       | vs 스페인 (조별)                                                               | 1      |
| 11   | 줄리우 세자르         | 브라질     | vs 멕시코 (조별)                                                               | 1      |
| 11   | 알렉산데르 도밍게스   | 에콰도르   | vs 프랑스 (조별)                                                               | 1      |
| 11   | 알리레자 하기기       | 이란       | vs 나이지리아 (조별)                                                           | 1      |
| 11   | 가와시마 에이지       | 일본       | vs 그리스 (조별)                                                               | 1      |
| 11   | 스티페 플레티코사     | 크로아티아 | vs 카메룬 (조별)                                                               | 1      |

## FIFA 월드컵 연속 기록

### 연속골
세 개 이상 대회에서 득점.
| 선수                | 2002 | 2002                         | 2006 | 2006                                     | 2010 | 2010                                     | 2014 | 2014                               | 득점 합계 |
| 선수                | 득점 | 상대팀                       | 득점 | 상대팀                                   | 득점 | 상대팀                                   | 득점 | 상대팀                             | 득점 합계 |
| ------------------- | ---- | ---------------------------- | ---- | ---------------------------------------- | ---- | ---------------------------------------- | ---- | ---------------------------------- | --------- |
| 팀 케이힐           | 빈칸 | 빈칸                         | 2    | 일본 (2)                                 | 1    | 세르비아                                 | 2    | 칠레, 네덜란드                     | 5         |
| 크리스티아누 호날두 | 빈칸 | 빈칸                         | 1    | 이란                                     | 1    | 북한                                     | 1    | 가나                               | 3         |
| 클린트 뎀프시       | 빈칸 | 빈칸                         | 1    | 가나                                     | 1    | 잉글랜드                                 | 2    | 가나, 포르투갈                     | 4         |
| 아사모아 기안       | 빈칸 | 빈칸                         | 1    | 체코                                     | 3    | 세르비아, 오스트레일리아, 미국           | 2    | 독일                               | 6         |
| 미로슬라프 클로제   | 5    | 사우디 (3), 아일랜드, 카메룬 | 5    | 코스타리카 (2), 에콰도르 (2), 아르헨티나 | 4    | 오스트레일리아, 잉글랜드, 아르헨티나 (2) | 2    | 가나, 브라질                       | 16        |
| 라파엘 마르케스     | 빈칸 | 빈칸                         | 1    | 아르헨티나                               | 1    | 남아프리카                               | 1    | 크로아티아                         | 3         |
| 로빈 판 페르시      | 빈칸 | 빈칸                         | 1    | 코트디부아르                             | 1    | 카메룬                                   | 4    | 스페인 (2), 오스트레일리아, 브라질 | 6         |
| 아르연 로번         | 빈칸 | 빈칸                         | 1    | 세르비아 몬테네그로                      | 2    | 슬로바키아, 우루과이                     | 3    | 스페인 (2), 오스트레일리아         | 6         |
| 다비드 비야         | 빈칸 | 빈칸                         | 3    | 우크라이나 (2), 프랑스                   | 5    | 온두라스 (2), 칠레, 포르투갈, 파라과이   | 1    | 오스트레일리아                     | 9         |

루카스 포돌스키, 디디에 드로그바는 이전 두 번의 월드컵에서 득점을 기록하였으나 브라질 월드컵에서는 득점을 기록하지 못했다.